# Ричково (Підосиновський район)
Ричко́во (рос. Рычково) — присілок у складі Підосиновського району Кіровської області, Росія. Входить до складу Підосиновського міського поселення.
Населення становить 12 осіб (2010, 34 у 2002).
Національний склад станом на 2002 рік — росіяни 100 %.